# EC3
EC3（イーシースリー、1983年3月18日 - ）は、アメリカ合衆国のプロレスラー。オハイオ州ウィロビー出身。旧リングネームにイーサン・カーター3世（Ethan Carter III）などがある。本名はマイケル・ハッター（Michael Hutter）。

## 来歴

### キャリア初期
2002年、地元であるオハイオ州の団体であるMCW（Mega Championship Wrestling）にてデヴィアント（The Deviant）のリングネームでプロレスラーデビューを果たす。デビュー後、NEPW（New Era Pro Wrestling）やAIW（Absolute Intense Wrestling）を中心に活動。2006年5月28日、AIW Absolution 1にてAIWアブソリュート王座を保持するヴィンセント・ノッシングに挑戦して勝利し、ベルトを奪取した。

### WWE

#### FCW
2007年、WWEの傘下団体であるOVWにてマイク・ハッター（Mike Hutter）のリングネームで参戦。2008年にOVWがWWEとの関係を解消。しばらくOVWに所属し、2009年2月にFCWへと移籍。移籍後、エイブラハム・ワシントンを守るSPのギミックであるエージェント（Agent）になりコミック路線に走るも、2010年になってデリック・ベイトマン（Derrick Bateman）にリングネームを変更し、トップ戦線へ乗り込む。7月にジョニー・カーティスとタッグチームを結成し、フニコ & エピコからFCWフロリダタッグ王座を奪取。9月にFCWフロリダヘビー級王者であるメイソン・ライアンと抗争を開始。同月19日にはシングルのノンタイトルマッチを行い、カーティスのフォローに助けられ勝利した。

#### NXT
2010年12月、NXTのシーズン4にルーキーとして参加。プロは同じくNXTのシーズン1出身であるダニエル・ブライアン。いろいろと勘違いしているアニメ好き、いわゆるオタクというWWEにしては珍しいギミックながら、トペやプランチャといった空中技を披露し、第3位となった。
2011年6月、それまでのNXTで脱落したレスラーたちが再び頂点を目指すシーズン5にて、第18週目（出場者が2人にまで絞られた回）にいきなりあらわれ、ルーキーでありながら入場曲とタイタントロンが用意されているなど好待遇での途中参加という形で登場。シーズン4と違い、ナルシストなヒールとしてキャラクター付けがなされており、師匠であるダニエル・ブライアンからも愛想を尽かされた。終盤にはダレン・ヤングとタイタス・オニールとのSmackDownへの出場権を賭けた3つ巴戦に勝利するも、SmackDownにはほとんど出ることなく、ヤングやタイソン・キッド、さらに自身の手引きでNXTに復帰したマキシンと行動することが多い。11月、パートナーしてジョニー・カーティスと組む。しかし、カーティスがベイトマンの婚約者であるマキシンに言い寄り、また一度デートした事実がある為、カーティスとは不仲になり、同じヒールながら抗争を始め、マキシンをとどめようとするがカーティスの裏工作の為に12月27日のNXTでの対戦に勝利したにもかかわらずマキシンを奪われてしまった。
2012年1月4日、ラスベガスにてカーティスとマキシンの結婚式に殴りこみ、カーティスの卑怯な工作をマキシンに伝え、寄りを戻してベビーターンした。ベビーターン後、相変わらずカーティスの工作は続き、それに引っかかりヒステリックになったマキシンに見切りをつけカーティスの工作に巻き込まれたケイトリンと付き合うようになる。ストーリー上の人間関係のゴタゴタに巻き込まれ、ケイトリンとも不仲になりそうだったものの、シーズン5の打ち切りによってストーリーは終了した。
NXTシーズン6ではFCWとNXTが統合して内容が一新されたため状況が変動したが、カーティスとのライバル関係を継続させて出場。また、RAWとSmackDawn!でもダークマッチに出場し、The USA Guyなるギミックで出直しを図るが膝を負傷して欠場。復帰後、新生NXTの初代NXTタッグ王座争奪トーナメントにてアレックス・ライリーとタッグを組んで出場したが一回戦で敗退した。
2013年5月17日、WWEから解雇となった。

### TNA / GFW / Impact Wrestling
WWE解雇後、リングネームを本名名義にして古巣であるAIW（Absolute Insane Wrestling）を始め、NWA加盟団体であるFUW（Florida Underground Wrestling）やPWS（Pro Wrestling Syndicate）といった団体に参戦。2013年9月26日、TNAにてイーサン（Ethan）なるギミックでプロモーションを行い、契約を交わして入団したことを発表。10月10日、iMPACT WrestlingにてTNAの社長であるディクシー・カーターの甥というギミックになり、リングネームをイーサン・カーター3世（Ethan Carter III）へと変更してプロモーションを行った。同月20日、TNAの年間最大規模のPPVであるBound For Glory 2013にてデビューし、ノア・ファーナムと対戦してワン・パーセンターを決めて秒殺勝利を飾る。11月7日、デューイ・バルネスと対戦してこの試合でも秒殺勝利。そして同月14日にはファーナム & バルネスとハンディキャップマッチを行い完勝すると2人を練習相手にする事を任命した。同月よりロックスター・スパッドをマネージャーに従えるようになり、TNAのオールドスターであるシャーク・ボーイ、カレーマンだけでなくレフェリーのアール・ヘブナーとも試合を組んで連勝を続け、12月26日にはスパッド、ブローマンズ（ジェシー・ゴッダーズ & ロビーE）と組んでジェフ・ハーディー & スティングのレジェンド2人を相手に4対2のハンディキャップマッチながらスティングを丸め込んで勝利し、金星を手に入れた。
2014年1月16日、ゲストレフェリーにスパッドを使いスティングと対戦。スティングに為す術がなく甚振られ、スパッドの妨害も虚しくカウントを取られるが直後にもう1人のゲストレフェリーとして乱入してきたマグナスと口論するスティングの隙を突いて丸め込み勝利した。3月よりカート・アングルに因縁をつけるようになり、5月8日に対戦。左膝に故障を抱えるアングルに対して徹底的に故障個所を狙って攻撃を続け、最後には低空タックルを仕掛けて勝利した。2014年7月6日、初来日を果たしWRESTLE-1の衝撃〜IMPACT〜に参戦。スパッドと組んでTAJIRI & 児玉裕輔と対戦するがスパッドがTAJIRIからバズソーキックを喰らい敗戦した。同月、ニューヨークのマンハッタンセンターで開始されたTNA in New York Cityにてスパッド、ライノ、リクロン、スニツキーとチームディクシーを結成してチームECWと抗争を展開。
10月8日、度重なる失態を重ねてきたスパッドに対して遂に我慢ができなくなりリング上に呼び出して言い分を聞くが聞く耳を持たずWWEのビンス・マクマホンの名台詞である "You're Fired!" を使い解雇通告を与えた。同月12日、WRESTLE-1との共同PPVであるBound For Glory 2014にて浜亮太と対戦。試合途中で相撲の立合いをしてみせ挑発するも投げ捨てられ、スティンクフェイスを喰らう屈辱を受けるが直後に急所蹴りを見舞ってワン・パーセンターを決めて勝利した。同月15日、新たにボディガードとしてWWEより移籍してきたタイラスと共に入場。タイラスの強さを誇示するがディーボンに唆され、タイラスは実力を見せる為にシャーク・ボーイを実験台に圧勝した。
2015年1月、スパッドとの抗争を開始。マンドリュースやリングアナウンサーのジェレミー・ボラッシュ、ミスター・アンダーソンなどの助っ人を呼んで対抗するスパッドに手を煩わせるが、3月13日に決着戦としてヘアー vs ヘアーマッチを行う。スパッドの出生国であるイングランドが開催地とあって観客はスパッドを応援。気合いの入ったスパッドとリング内外関係なく打撃の応酬、タイラス、アンダーソン、ボラッシュの乱入で大乱戦となりスパッドの額を鮮血で染ませ終盤には額を何度もキャンバスへ叩きつけて血まみれにさせるが諦めないスパッドにワン・パーセンターを決めて決着をつけた。試合後にはマイクパフォーマンスで称えてロープに跨いで道を作りスパッドが出ようとしたところを捕まえると殴りつけ、コーナーポストにぶら下げてバリカンで髪を剃り落とした。
6月3日、オープニングのマイクパフォーマンスにてTNAで1番の存在であるのは自分であるとアピールしているところにTNA世界ヘビー級王者のカート・アングルが乱入。TNA世界ヘビー級王座を持ってこそのナンバーワンであると主張されリングを後にする。同月10日、アングルにTNA世界ヘビー級王座戦を要求するがアングルは資格があるかどうかラシュリーと対戦を提案。そしてラシュリーと対戦するが終盤に投げられたところをレフェリーとぶつかり場外へと追い出すとスピアーを喰らい、フォールを取られるがレフェリーがいないリング上でチャンスと見たタイラスがラシュリーにエルボードロップを与えレフェリーにカウントさせるが2で止まるとオーバー・ザ・ショルダー・フェイスバスターを加えるが諦めないラシュリーに最後にワン・パーセンターを決めて勝利した。そして7月1日、遂にアングルに挑戦。終盤まで一進一退の攻防が続くがアングルのベリー・トゥー・ベリースープレックスで自身の身体がレフェリーに当たったところをすかさずタイラスが乱入してアングルにオーバー・ザ・ショルダー・フェイスバスターを与えてからワン・パーセンターを決めてフォールするがカウント2で止まり、椅子を持ち出したタイラスは退場処分となる。勝負に出てワン・パーセンターを決めようとしたところにカウンターのアングルロックへと切り返されるがなんとかロープエスケープして背後からアングル・スラムを仕掛けられようとしたところを丸め込んで勝利。TNA世界ヘビー級王座を手にした。王座戴冠後、アングル、ノア・ファーナム、シャーク・ボーイ、マット・ハーディーを相手に防衛。
8月より開始されたジェフ・ジャレットが主宰するGFWとの団体抗争戦にてTNA代表の1人として参加。同月19日、TNAキング・オブ・ザ・マウンテン王座を保持するPJブラックと両団体の威信を懸けて対戦し、終盤に打撃の応酬になったところをスピンキックを喰らい倒れ、450°スプラッシュを狙われるが起き上がってロープから振り落とすとワン・パーセンターを決めて勝利した。10月4日、Bound For Glory 2015にてマット・ハーディー、ドリュー・ギャロウェイと3wayマッチ形式によるTNA世界ヘビー級王座戦を行いスペシャルレフェリーにジェフ・ハーディーを迎える。序盤よりジェフのレフェリングに対し不満をぶつけ、ダーティーファイトを展開。終盤にスティールチェアーを持ち出してマットを攻撃しようとするがジェフに阻まれ平手打ちを決めるが遂に逆上したジェフによりツイスト・オブ・フェイトを喰らい、倒れている間にマットがギャロウェイにツイスト・オブ・フェイトを決めて勝利した事により王座陥落した。王座陥落後、同月7日より開始されたWorld Title Seriesにグループチャンピオンズにエントリーされ、勝ち点7で予選を通過。12月、本戦であるTNA世界ヘビー級王座争奪トーナメントにて決勝に進出。
2016年1月5日、TNA世界ヘビー級王座争奪トーナメント決勝戦にてマット・ハーディーと対戦。終盤に互いのフィニッシャーであるワン・パーセンターとツイスト・オブ・フェイトの打ち合いとなり、最後にセカンドロープでの争いからマットがツイスト・オブ・フェイトを放とうとしたところを切り返してワン・パーセンターを決めて勝利。ベルトを奪取した。
2017年8月3日、インパクト・グランド王者のムースに3分3ラウンド制による王座戦を行い、2ラウンドと3ラウンドで優勢となり判定勝利。王座を戴冠した。
2018年3月15日(1月に収録)、「褒美かクビか」戦で王座戦参加契約書か解雇通知書が入った4つのブリーフケースの中から解雇通知書が入ったものを選び、解雇される。

### WWE

#### NXT
2018年1月27日、NXT Takeover: Philadelphiaにてアンドラーデ "シエン" アルマス vs ジョニー・ガルガノのNXT王座戦が行われる前に観客として来場した事が紹介される。イベント終了後、WWEと契約を交わし入団した事を発表した。4月7日、Takeover: New Orleansにて新設されたNXT北米王座を懸けた6wayラダーマッチにてNXTデビュー戦を行う。序盤にベルベティーン・ドリームにコーナーに立てかけられたラダーに向かってパワーボム、アダム・コールにラダー中段からTK3を決める活躍を見せるが、終盤にラダー上からコールから振り落とされ、ベルトを奪取するに至らなかった。

#### WWE
2019年1月21日、RAWでバックステージにてレイシー・エヴァンスと談笑するセグメントが行われる。2月4日、RAWでディーン・アンブローズを相手にデビュー戦を行い、アンブローズのダーティ・ディーズを切り返してジャックナイフでフォールを取り勝利した。
2020年4月15日、新型コロナウィルス感染拡大に起因するWWEの予算削減の一環として、複数の選手とともに契約を解除された。

### Impact Wrestling
7月21日放送の『Impact!』に登場しインパクト・レスリングに復帰。

## 得意技

### フィニッシュ・ホールド
TK3
ファイヤーマンズキャリーカッター。2018年のNXT参戦以降では「ザ・ワン・パーセント」という技名でフィニッシャーとして使用。
ワン・パーセンター
フィニッシャー。
相手をヘッドロックの体勢から前に倒れこんで頭を打ちつける変形スナップメア・ドライバー。
TNA (プロレス団体)参戦時代は、ワン・パーセンターという名称で使用。
ECD
変型フェイス・バスター。
正式名称はイーサン・カーター・ドライバーと呼称。
リアネイキッドチョーク
TK3スタナー
ファイヤーマンズキャリースタナー。
相手をファイヤーマンズキャリーの体勢で肩に担ぎ上げて上半身を左方向へと軽く捻って反動をつけて上半身を右方向へと振りながら相手の足を抱えていた腕を離して左手で抱えた首を支点にして相手の体を左方向へと90度水平旋回させて尻餅をつき、相手の首にスタナーを叩き込む。
コブラクラッチ
コブラホールド
胴締め式コブラクラッチホールド。
ラーベル・ロック
NXTシーズン4時代にダニエル・ブライアンより教授された関節技。シーズン5以降は使っていない。
デヴィアント
インディー時代のフィニッシャー。
エアプレーン・スピンと同じ技

### 打撃技
エルボー
バックエルボー
エルボー・スタンプ
バックハンド・チョップ
ナックルパンチ
クローズライン
ドロップキック
延髄斬り

### 投げ技
スープレックス
スーパープレックス
ジャーマン・スープレックス
ベリー・トゥー・バックスープレックス
抱え上げ式バックドロップを使用。
スウィンギングDDT
ランニング・サイド・スクリュー・ネックブリーカー
相手の首を捕らえ、自らが前方に回転して決める変型ネックブリーカー。
パワーボム
シットダウン・パワーボム
ローリング・ネックブリーカー
座っている相手に向かい自ら助走して決める変型のネックブリーカー。
フロント・フェイスロック・STO
相手をフロント・フェイスロックの体勢から決める変型STO。
リバースDDT
いろいろな場面で繋ぎの技として使う。
仰向けではなくうつ伏せでマットに倒れるようにして相手の後頭部を叩きつける。

### 飛び技
EC3スプラッシュ
スティンガー・スプラッシュと同じ技。
ミサイルキック
サマーソルト・ドロップ
スーサイド・ダイブ
プランチャ・スイシーダ

### 関節技
ボストンクラブ
フルネルソン

### フォール技
スクールボーイ
バックスライド
スモール・パッケージ・ホールド
ジャックナイフホールド

## 獲得タイトル

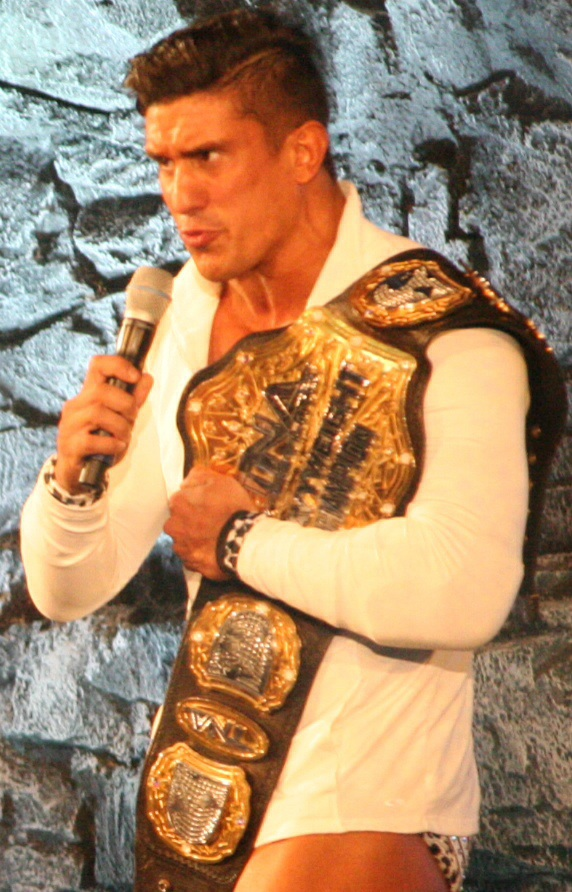
TNA世界ヘビー級王座

WWE
- 24/7王座 : 4回

TNA / GFW
- TNA世界ヘビー級王座 : 2回
- インパクト・グランド王座 : 1回

FCW
- FCWフロリダタッグ王座 : 1回

w / ジョニー・カーティス
AIW
- AIWアブソリュート王座 : 1回

FPW（Firestorm Pro Wrestling）
- FPヘビー級王座 : 1回

NWA
- NWA世界ヘビー級王座 : 1回

## 入場曲
- Digging with a Spoon
- Stars and Stripes Forever
- Metal Heart (A)
- Gasoline Upcharge - WWE時代に使用。
- Trouble
- Top One Percent - 現在使用中